# Miss Atomic Bomb
Miss Atomic Bomb è un singolo della band The Killers, estratto dal loro quarto album Battle Born. La canzone si poté sentire per la prima volta via radio il 23 ottobre 2012 e ha raggiunto la vetta nella Rolling Stone Readers' Poll come Miglior Canzone del 2012. Il video della canzone è stato pubblicato l'11 dicembre 2012.
Il titolo del brano è un ironico riferimento all'omonimo concorso di bellezza che si teneva negli anni cinquanta nel Nevada, associato alle visite turistiche ai luoghi in cui si erano tenuti numerosi test nucleari negli anni precedenti.
Il video del singolo è un cartone animato e cortometraggio che si ricollega al video di Mr. Brightside, brano della stessa band pubblicato nel 2004.
Il rimando alla famosa canzone dell'album Hot Fuss, si può sentire a partire dal secondo 3:38, in cui si nota un riff del chitarrista Dave Keuning. 

## Il video
Il video di Miss atomic Bomb, diretto da Warren Fu, sarebbe dovuto uscire prima, ma vi sono stati vari problemi, soprattutto per l'attrice Izabella Miko. Partecipano nel video vari attori famosi, la già nominata Izabella Miko e anche il fratello di Julia Roberts, Eric Roberts, già partecipanti in Mr. Brightside. È caratterizzato da una fusione tra un cartone animato e un cortometraggio, caratterizzato da continui flashback. La storia raccontata rappresenta allo stesso tempo il prequel e il sequel del video di Mr. Brightside, a cui fa continui riferimenti, come ad altri nomi legati alla band, infatti si intravede un'insegna sul tetto di un edificio con scritto Hot Fuss. Un'altra citazione si ha in una scena successiva del video, quando nel garage, in cui la band suona, compare la scritta Battle Born.

## Classifiche
| Classifiche          | Massima vetta |
| -------------------- | ------------- |
| Belgio (Fiandre)     | 22            |
| Belgio (Vallonia)    | 31            |
| US Alternative songs | 23            |
| US Rock Airplay      | 35            |

## Premi
La canzone ha vinto il premio "Best Animated Video" ai MVPA's.
Miss Atomic Bomb è stata anche inclusa nel greatest hits, intitolato Direct Hits, in quanto considerato uno de singoli migliori prodotti dalla band. Questa raccolta fu pubblicata verso la fine del 2013.